# Grand-Champ
Pour l'album du rappeur DMX, voir Grand Champ.
Grand-Champ [gʁɑ̃ ʃɑ̃] est une commune française chef-lieu de canton située dans le département du Morbihan, en région Bretagne.
Ses habitants sont appelés les Grégamistes.

## Toponymie
Malgré son nom français, la commune de Grand-Champ est situé dans une partie de la Bretagne où la langue bretonne prévalait encore dans les campagnes à la fin du XIXe siècle et où les noms de localités sont pour la plupart issus du breton (Locminé, Plumergat, Pluvigner, Elven, Plaudren, etc.).

### Le nom de la commune
Il apparait pour la première fois en 1224 en latin dans des textes liés à la fondation de l’abbaye de Lanvaux : «  in Grandi Campo ». Grandis Campus (nominatif de Grandi Campo) est alors un lieudit ou village qui fait partie de la paroisse de Plumergat.
Le mot campus fait peut-être référence à un camp romain d'une certaine importance.
Son nom breton est Gregam, analysé en breton moderne comme un composé de ker et de kamm, littéralement « lieu du boiteux », en référence au roi Stevan. On peut remarquer l'analogie entre kamm et campus, bien que ces deux mots n'aient aucun rapport étymologique.

### Noms de lieudits
Nombre des lieudits de la commune ont des noms bretons, issus du dialecte vannetais : Neherlann, Kerroperh, Kerberhuët, Kerjeannette, Penhoët, Nerhuilec, Quénéah Guen, Botcoët, Guerihuel, Lezuhénec, etc.
On retrouve les éléments toponymiques caractéristiques du breton : principalement Ker- (ferme, hameau) souvent suivi d'un anthroponyme (Roperh, Berhuët), mais aussi Tre-, Lann-, Lez- (Les = cour, résidence, d'un seigneur), etc.

## Géographie

### Situation
Le bourg se trouve à environ 10 km au nord-ouest de Vannes, 10 km au nord-est d'Auray, 30 km à l'est de Lorient, 15 km au sud de Locminé et 25 km à l'ouest de Malestroit.
| Brandivy  | Moustoir-Ac | Colpo                |
|           | Grand-Champ | Locmaria-Grand-Champ |
| Plumergat | Plescop     | Meucon               |

### Relief et hydrographie
Les altitudes vont de 28 m à 167 m.
La commune est arrosée au sud du bourg par les affluants du Sal (rivière du Bono), qui constitue la limite sud et qui se jette dans le golfe du Morbihan. Ses principaux affluents dans la commune sont le ruisseau de Pont Normand et le ruisseau de Bodéan.
Au nord du bourg, elle est traversée par le Loc'h (rivière d'Auray), qui a de nombreux affluents dans la commune.

### Hydrographie
Pour un article plus général, voir Réseau hydrographique du Morbihan.
La commune est située dans le bassin Loire-Bretagne. Elle est drainée par l'Auray, le Sal, le Bodéan, le Kerrivalin, le ruisseau de Pont Normand, le ruisseau de Guersac'h, le ruisseau de loperhet, le Runio et divers autres petits cours d'eau,.
L'Auray, d'une longueur de 56 km, prend sa source dans la commune de Plaudren et se jette  dans la baie de Quiberon en limite de Locmariaquer et de Baden, après avoir traversé dix communes. 
Le Sal, d'une longueur de 24 km, prend sa source dans la commune  et se jette  dans l'Auray entre Pluneret et Le Bono, après avoir traversé six communes. 

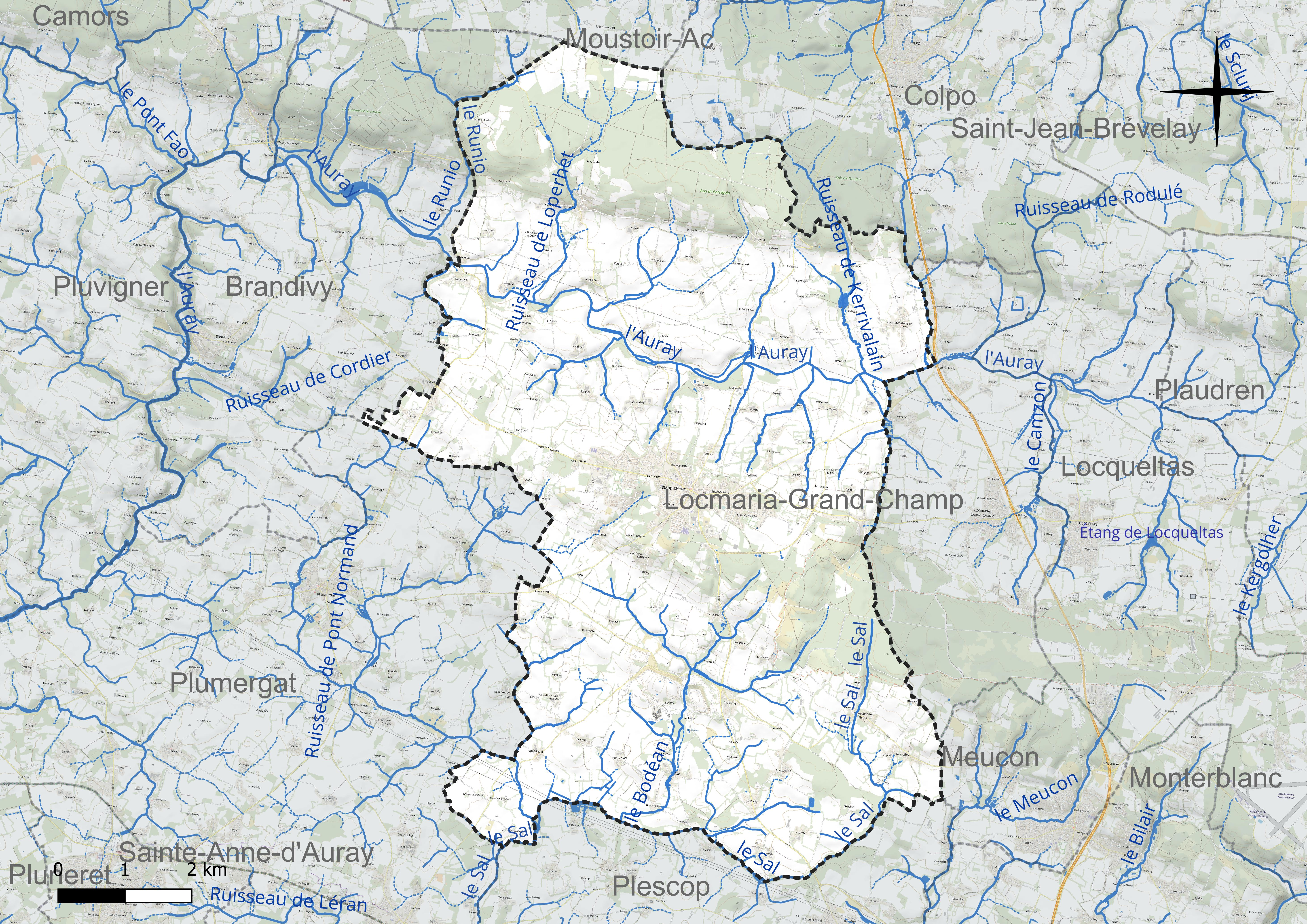
Réseau hydrographique de Grand-Champ.

### Climat
Pour des articles plus généraux, voir Climat de la Bretagne et Climat du Morbihan.
En 2010, le climat de la commune est de type climat océanique franc, selon une étude du CNRS s'appuyant sur une série de données couvrant la période 1971-2000. En 2020, Météo-France publie une typologie des climats de la France métropolitaine dans laquelle la commune est exposée à un climat océanique et est dans la région climatique  Bretagne orientale et méridionale, Pays nantais, Vendée, caractérisée par une faible pluviométrie en été et une bonne insolation. Parallèlement l'observatoire de l'environnement en Bretagne publie en 2020 un zonage climatique de la région Bretagne, s'appuyant sur des données de Météo-France de 2009. La commune est, selon ce zonage, dans la zone « Intérieur », exposée à un climat médian, à dominante océanique.
Pour la période 1971-2000, la température annuelle moyenne est de 11,4 °C, avec une amplitude thermique annuelle de 11,9 °C. Le cumul annuel moyen de précipitations est de 990 mm, avec 14,6 jours de précipitations en janvier et 7,3 jours en juillet. Pour la période 1991-2020, la température moyenne annuelle observée sur la station météorologique la plus proche, située sur la commune de Saint-Avé à 11 km à vol d'oiseau, est de 12,9 °C et le cumul annuel moyen de précipitations est de 1 034,4 mm,. Pour l'avenir, les paramètres climatiques de la commune estimés pour 2050 selon différents scénarios d'émission de gaz à effet de serre sont consultables sur un site dédié publié par Météo-France en novembre 2022.

## Urbanisme

### Typologie
Au 1er janvier 2024, Grand-Champ est catégorisée bourg rural, selon la nouvelle grille communale de densité à sept niveaux définie par l'Insee en 2022.
Elle appartient à l'unité urbaine de Grand-Champ, une unité urbaine monocommunale constituant une ville isolée,. Par ailleurs la commune fait partie de l'aire d'attraction de Vannes, dont elle est une commune de la couronne,. Cette aire, qui regroupe 47 communes, est catégorisée dans les aires de 50 000 à moins de 200 000 habitants,.

### Occupation des sols
Le tableau ci-dessous présente l'occupation des sols de la commune en 2018, telle qu'elle ressort de la base de données européenne d’occupation biophysique des sols Corine Land Cover (CLC).

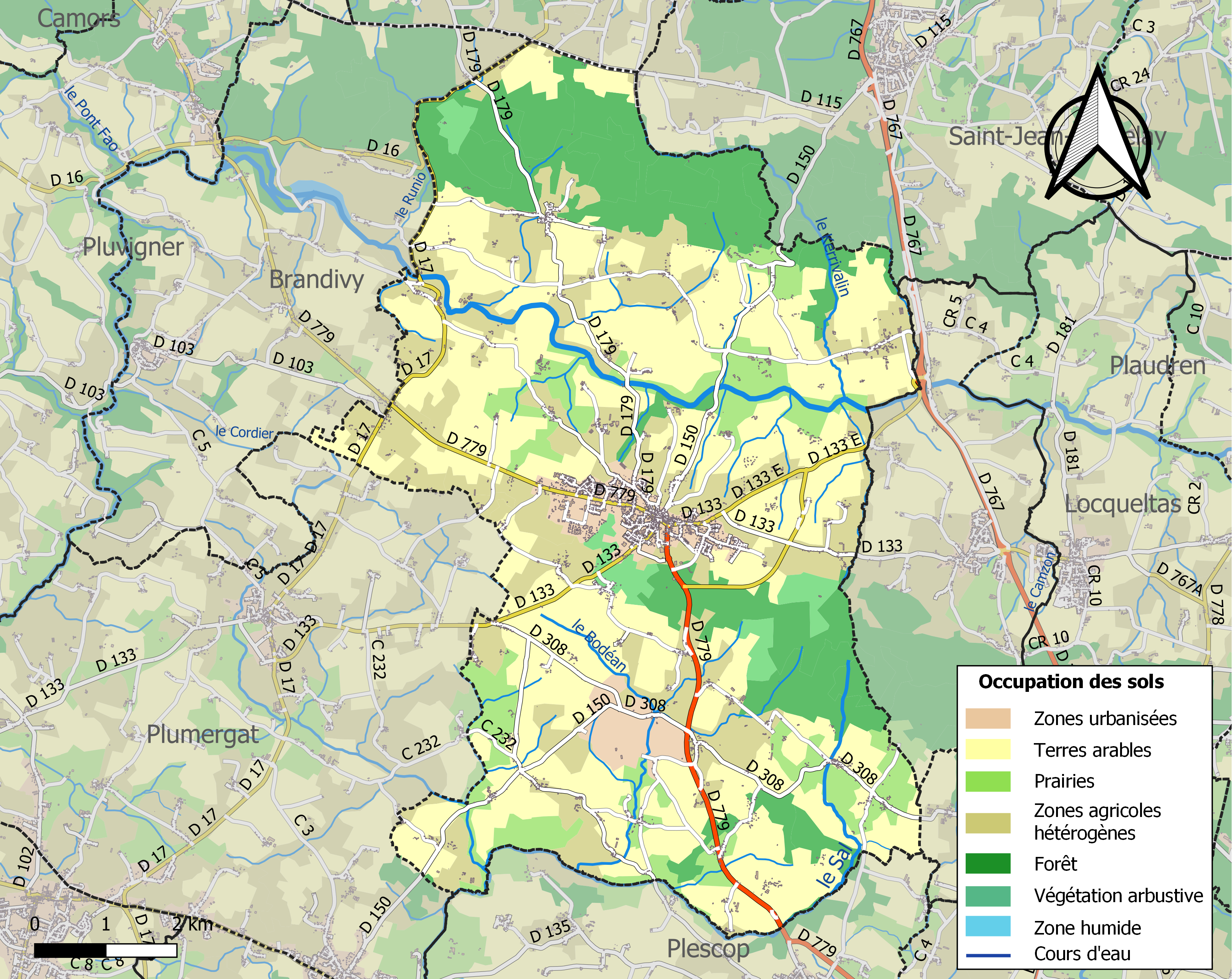
Carte des infrastructures et de l'occupation des sols de la commune en 2018 (CLC).

| Type d’occupation                                                                   | Pourcentage | Superficie (en hectares) |
| ----------------------------------------------------------------------------------- | ----------- | ------------------------ |
| Tissu urbain discontinu                                                             | 3,0 %       | 200                      |
| Extraction de matériaux                                                             | 1,8 %       | 123                      |
| Terres arables hors périmètres d'irrigation                                         | 42,4 %      | 2854                     |
| Prairies et autres surfaces toujours en herbe                                       | 10,1 %      | 683                      |
| Systèmes culturaux et parcellaires complexes                                        | 20,9 %      | 1405                     |
| Surfaces essentiellement agricoles interrompues par des espaces naturels importants | 1,6 %       | 106                      |
| Forêts de feuillus                                                                  | 6,5 %       | 435                      |
| Forêts de conifères                                                                 | 11,2 %      | 758                      |
| Forêts mélangées                                                                    | 0,4 %       | 29                       |
| Landes et broussailles                                                              | 0,8 %       | 52                       |
| Forêt et végétation arbustive en mutation                                           | 1,4 %       | 93                       |
| Source : Corine Land Cover                                                          |             |                          |

## Histoire

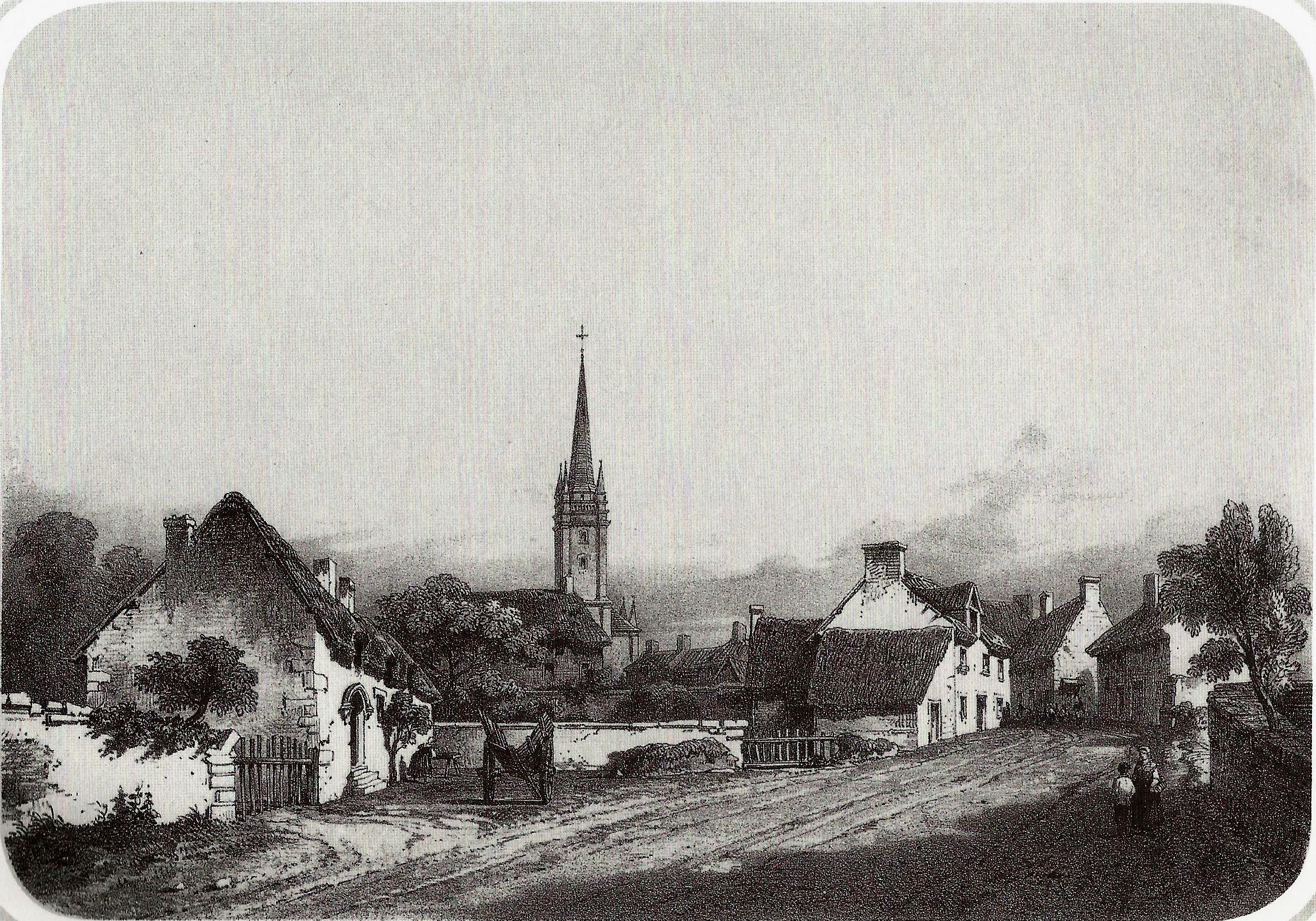
Grandchamp, gravure de Thomas Drake, 1860.

On y trouve un certain nombre de références au Roi Stevan, dont le moto de la commune : Grand-Champ, pays d'accueil du Roi Stevan.

### Révolution française
Plusieurs épisodes de la chouannerie ont concerné Grand-Champ :
- Le 14 mars 1794 environ 1 500 hommes, des Chouans, dont la moitié seulement ont des fusils, commandés par Joseph de Fay[Note 5], marchent sur Grand-Champ où ils abattent l'Arbre de la Liberté, arborent le drapeau blanc sur le clocher et font sonner le tocsin jusqu'au soir[27].
- La Bataille de Grand-Champ en 1795, pendant la répression de la chouannerie.
- En 1799 des bandes royalistes, formées en bonne partie d'hommes de Pluméliau, Grand-Champ, Pluvigner, Plumergat, etc.. formèrent un rassemblement de 5 à 6 000 hommes[28].

Entre 1789 et 1803, une fraternité laïque dominicaine, le "Tiers-Ordre de Saint-Dominique" du diocèse de Vannes, recrutait de nombreux membres dans la région, principalement à Grand-Champ (24 membres cités), Bignan (15 membres) et Moustoir-Ac (13 membres).

### LeXIXesiècle
Bonaparte, alors Premier Consul, demande le 15 prairial an XI (4 juin 1803 à son ministre de la justice Régnier de demander des renseignements sur les maires et curés de Grand-Champ et des communes voisines, « ainsi que sur la situation de l'esprit public de ces communes et ceux des habitants qui pourraient être soupçonnés » de correspondre avec Georges Cadoudal.
Le 1er décembre 1870 le ballon monté Bataille-de-Paris, monté par Jules Antoine Lissajous s'envole de la gare du Nord à Paris alors assiégé par les Prussiens et termine sa course à Grand-Champ, après avoir parcouru 460 kilomètres.

### LeXXesiècle

#### La Belle Époque
Le curé de Grand-Champ vit son traitement suspendu en janvier 1903 pour avoir prêché et enseigné le catéchisme en breton.

#### L'Entre-deux-guerres
Le club omnisports de Grand-Champ a été créé par le clergé, la section de football datant de 1931. Le nom "Les Semeurs de Grand-Champ" s'inspire du nom du bulletin paroissial de l'époque, intitulé "an Hadour" ("Le Semeur" en breton) par double référence au fait que la région était alors réputée pour être le grenier à blé de Vannes d'une part, et avec l'idée de semer la Bonne Nouvelle d'autre part. Le club disposait déjà, avant la Seconde Guerre mondiale, de trois terrains de football ; à la fin de la décennie 1970 s'y ajouta le stade municipal.

## Politique et administration

### Liste des maires
| Période                                  | Période      | Identité                   | Étiquette     | Qualité |
| ---------------------------------------- | ------------ | -------------------------- | ------------- | --- |
| Les données manquantes sont à compléter. |              |                            |               | |
| mai 1925                                 | mai 1945     | Joseph Kerneur (1884-1946) | URD           | Agriculteur, juge de paix suppléant Conseiller d'arrondissement (1931 → 1940) |
| mai 1945                                 | mai 1953     | Pascal Le Port             |               | |
| mai 1953                                 | mars 1965    | Jean-Louis Le Ny           |               | Ancien cultivateur, maire honoraire Chevalier du Mérite agricole |
| mars 1965                                | mars 2001    | Célestin Blévin            | DVD puis RPR  | Notaire honoraire, maire honoraire Conseiller général de Grand-Champ (1976 → 2001) |
| mars 2001                                | mars 2014    | Gilles-Marie Pelletan      | MoDem         | Vétérinaire retraité |
| mars 2014 Réélu en 2020                  | octobre 2023 | Yves Bleunven              | DVD-Centriste | Chef d'entreprise agroalimentaire Sénateur du Morbihan (2023 → ) Conseiller général puis départemental de Grand-Champ (2001 → 2021) Conseiller régional de Bretagne (2021 → 2023) 1er vice-président de Golfe du Morbihan - Vannes Agglomération Président de l'Association des maires du Morbihan (2017 → 2023) Démissionnaire à la suite de son élection comme sénateur |
| octobre 2023                             | En cours     | Dominique Le Meur          | DVD           | Ancienne première adjointe Conseillère départementale de Grand-Champ (2021 → ) |

## Démographie
L'évolution du nombre d'habitants est connue à travers les recensements de la population effectués dans la commune depuis 1793. Pour les communes de moins de 10 000 habitants, une enquête de recensement portant sur toute la population est réalisée tous les cinq ans, les populations de référence des années intermédiaires étant quant à elles estimées par interpolation ou extrapolation. Pour la commune, le premier recensement exhaustif entrant dans le cadre du nouveau dispositif a été réalisé en 2008.

En 2022, la commune comptait 5 859 habitants, en évolution de +9,51 % par rapport à 2016 (Morbihan : +3,82 %, France hors Mayotte : +2,11 %).
| 1793  | 1800  | 1806  | 1821  | 1831  | 1836  | 1841  | 1846  | 1851  |
| ----- | ----- | ----- | ----- | ----- | ----- | ----- | ----- | ----- |
| 4 514 | 4 865 | 4 332 | 4 180 | 4 550 | 4 769 | 4 833 | 5 209 | 5 233 |

| 1856  | 1861  | 1866  | 1872  | 1876  | 1881  | 1886  | 1891  | 1896  |
| ----- | ----- | ----- | ----- | ----- | ----- | ----- | ----- | ----- |
| 5 089 | 4 913 | 3 923 | 3 678 | 3 627 | 3 691 | 3 716 | 3 275 | 3 269 |

| 1901  | 1906  | 1911  | 1921  | 1926  | 1931  | 1936  | 1946  | 1954  |
| ----- | ----- | ----- | ----- | ----- | ----- | ----- | ----- | ----- |
| 3 208 | 3 166 | 3 040 | 2 874 | 2 998 | 2 933 | 2 857 | 2 686 | 2 562 |

| 1962  | 1968  | 1975  | 1982  | 1990  | 1999  | 2006  | 2008  | 2013  |
| ----- | ----- | ----- | ----- | ----- | ----- | ----- | ----- | ----- |
| 2 556 | 2 662 | 3 052 | 3 503 | 3 897 | 4 246 | 4 691 | 4 817 | 5 165 |

| 2018  | 2022  | - | - | - | - | - | - | - |
| ----- | ----- | - | - | - | - | - | - | - |
| 5 459 | 5 859 | - | - | - | - | - | - | - |

## Culture et patrimoine

### Langue bretonne
À la rentrée 2017, 52 élèves étaient scolarisés dans la filière bilingue catholique.

### Lieux et monuments
- Église placée sous le patronage de Tugdual de Tréguier. L'église possède, dans la nef, deux panneaux en bois sculpté provenant de la chapelle Notre-Dame au Burgo.
- Chapelle Notre-Dame-du-Perpétuel-Secours (1898) ;
- Chapelle Sainte-Brigitte à Loperhet (1560-1588) ;
- Chapelle de Lopabu (vers 1520) ;
- Chapelle Notre-Dame au Burgo (1520-1540) - monument historique ;
- Chapelle Notre-Dame-des-Fleurs au Moustoir des Fleurs (début XVe siècle) ;
- Fontaine de Loperhet (fin XVIe siècle) ;
- Fontaine de Burgo (1573) - monument historique ;
- Calvaire de Lopabu (1520) ;
- Calvaire du Moustoir des Fleurs (XVIe siècle) ;
- Croix au centre du cimetière ;
- Château de Penhouët date du XVIIIe siècle, il est inscrit à l'inventaire général du patrimoine culturel[44] ;
- Château du Reste (XVe siècle) ;
- Manoir du Cohporh inscrit à l'inventaire général du patrimoine culturel[45] ;
- Manoir du Cosquer date du XVIIe siècle, il est inscrit à l'inventaire général du patrimoine culturel[46] ;
- Manoir de Gouézac date des XVIIe et XVIIIe siècles, il est inscrit à l'inventaire général du patrimoine culturel[47] ;
- Manoir de Keral date du XVIIe siècle, il est inscrit à l'inventaire général du patrimoine culturel[48] ;
- Manoir de Kermenguy (XVIe siècle), il est inscrit à l'inventaire général du patrimoine culturel[49] ;
- Manoir de Kerméno (XVIe siècle), il est inscrit à l'inventaire général du patrimoine culturel[50] ;
- Manoir de Kerleguen (1427) ;
- Puits de Locmeren-des-Prés ;
- Maisons de prêtres à Chanticoq ( Inscrit MH (1988)[51]) et Locmiquel ( Inscrit MH (1988)[52])

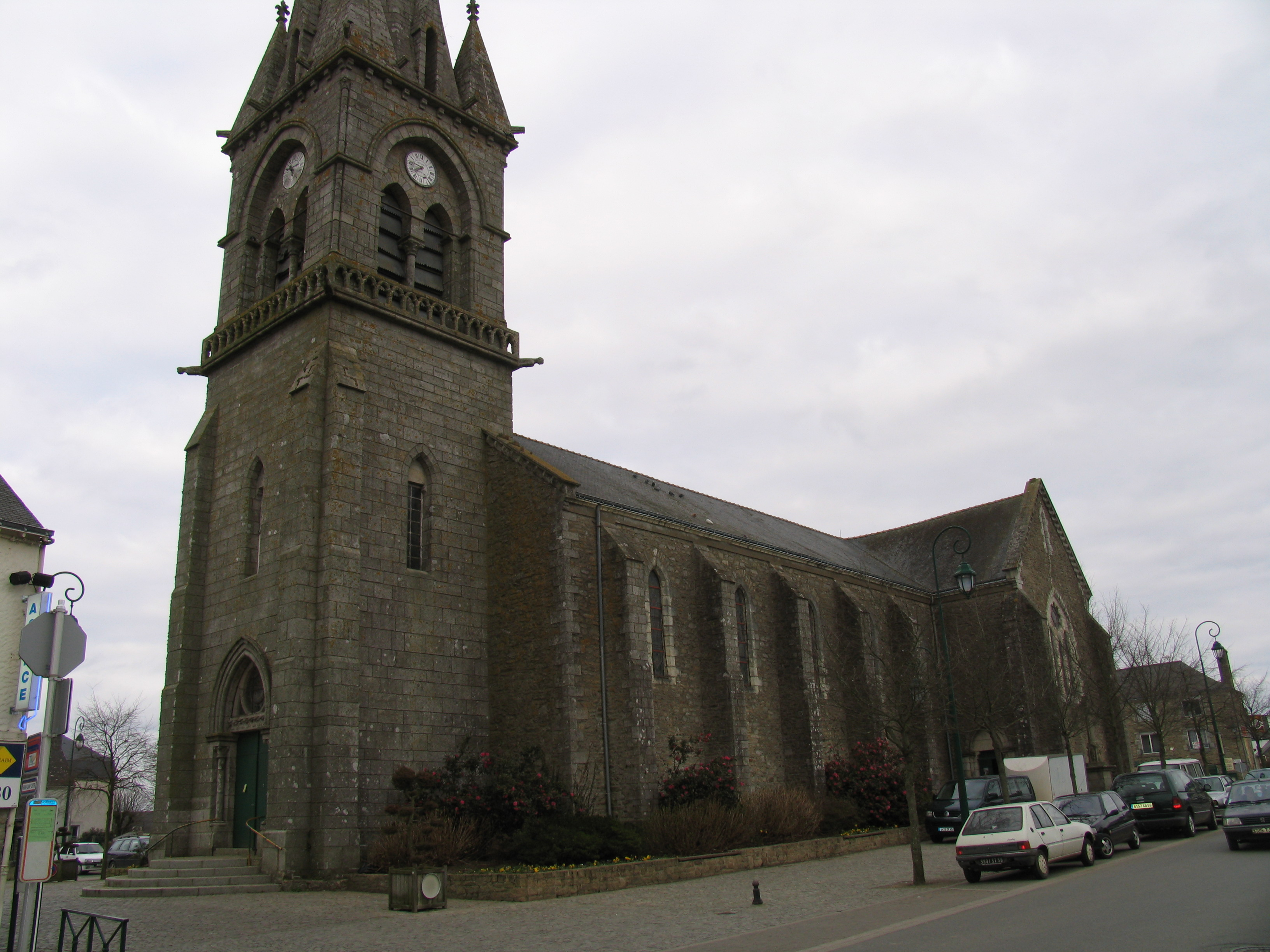
L'église Saint-Tugdual.
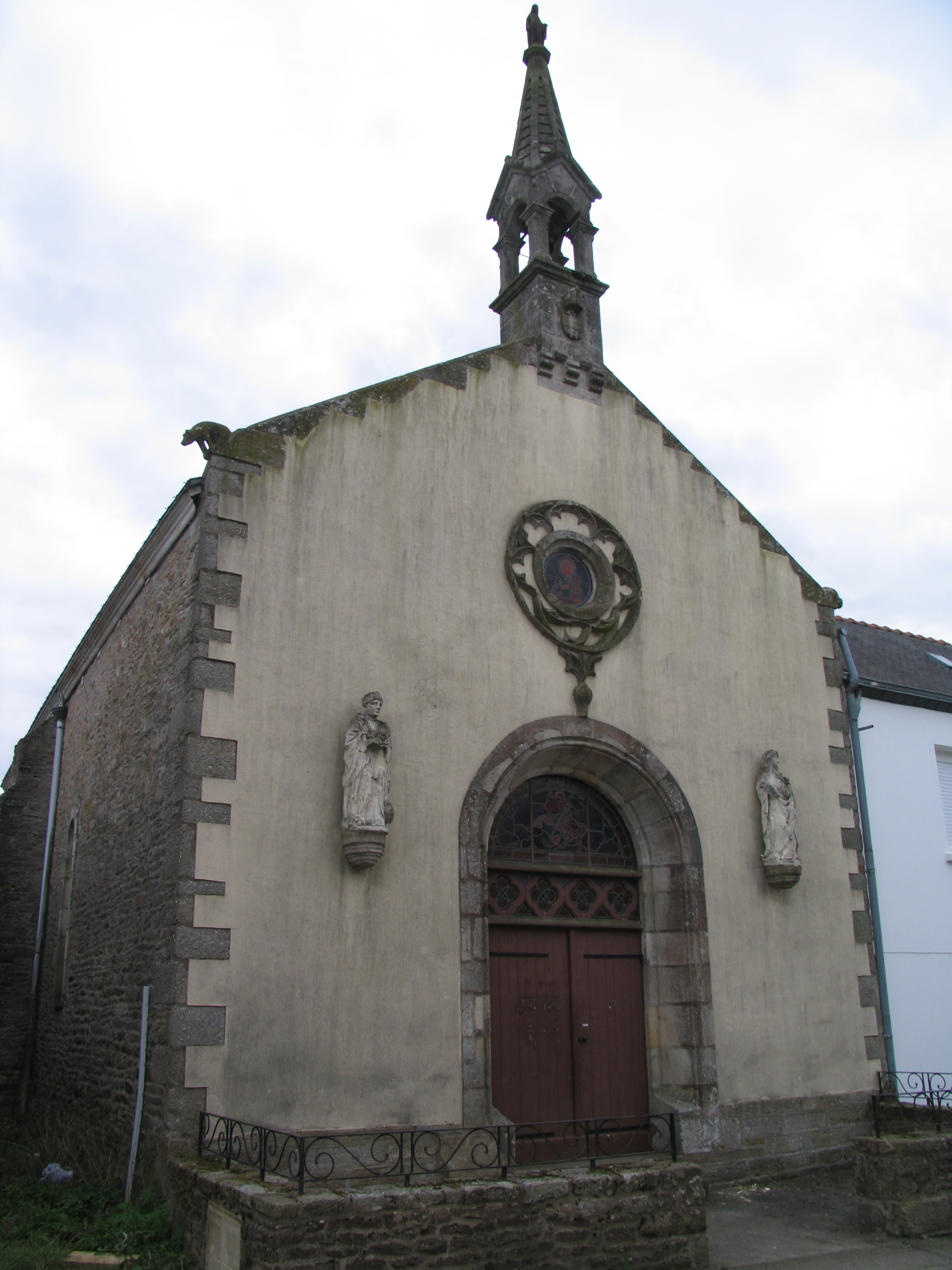
Chapelle Notre-Dame-du-Perpétuel-Secours.
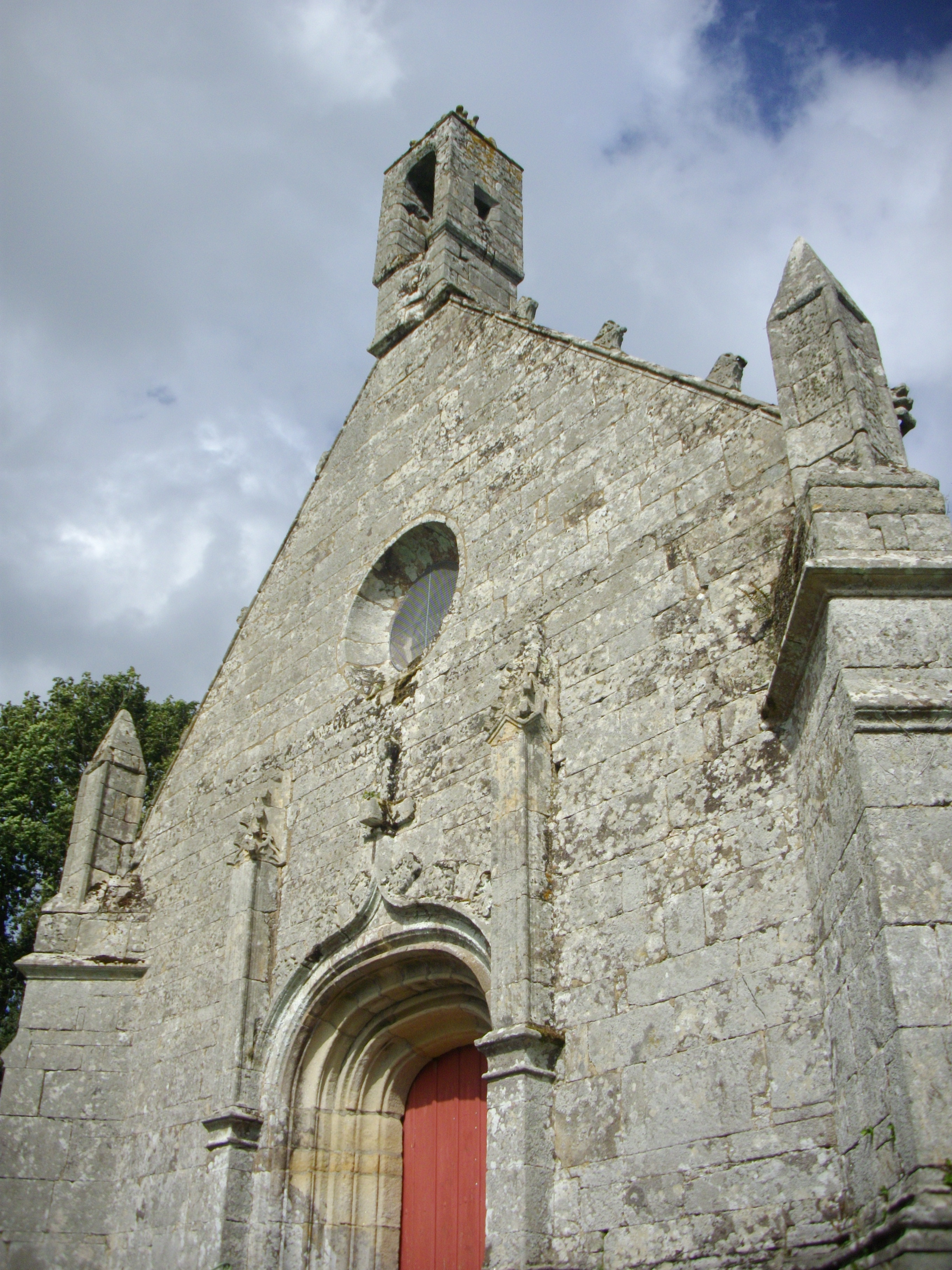
Chapelle de Loperhet.
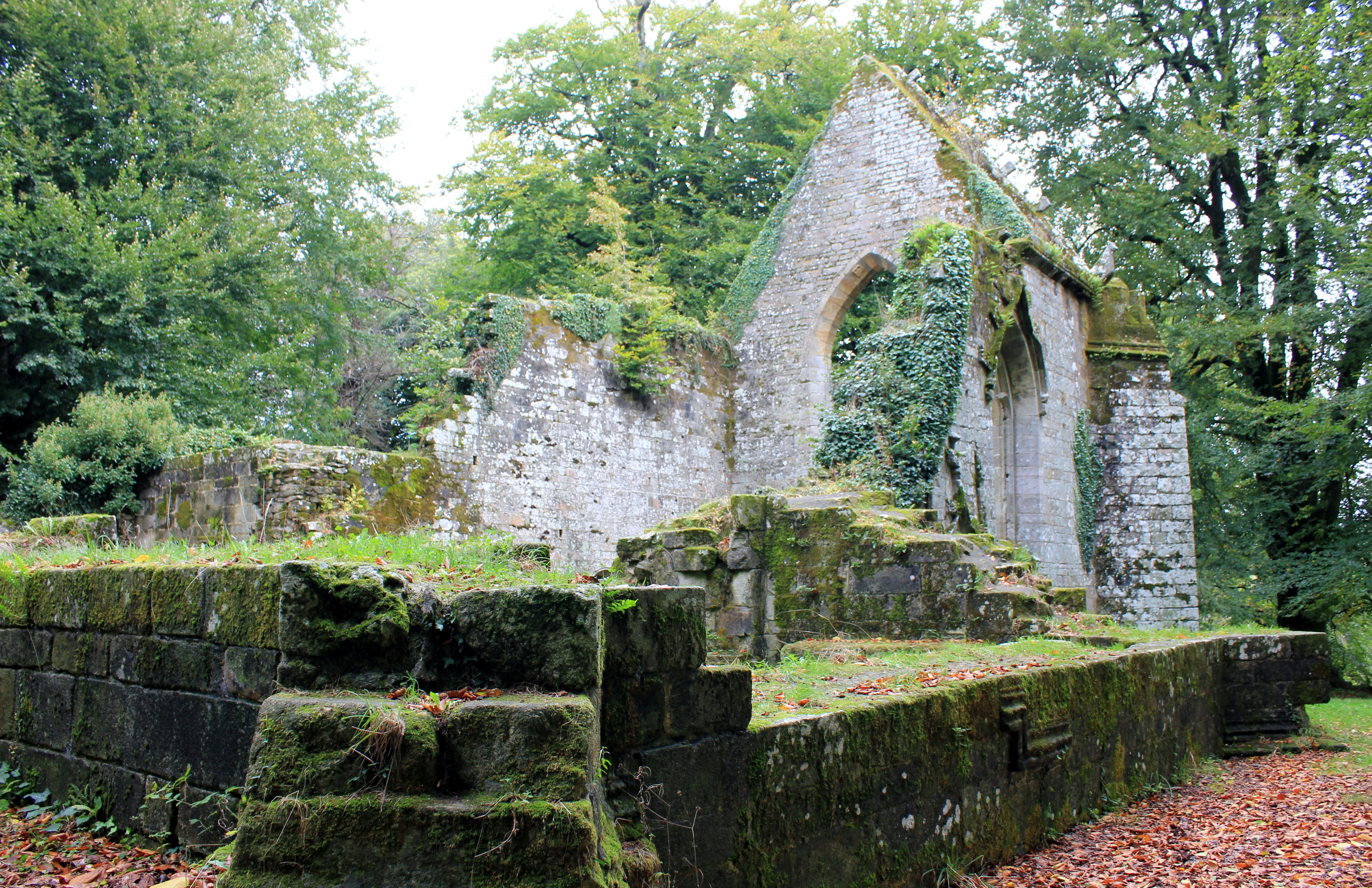
Chapelle de Burgo
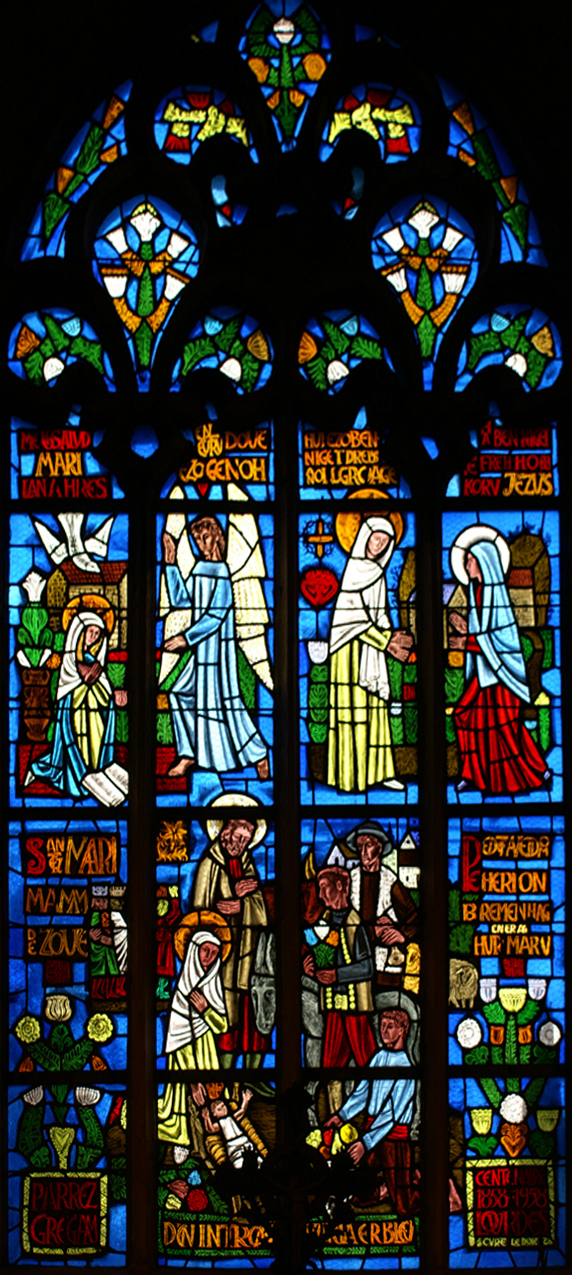
Vitrail de la chapelle Notre-Dame-des-Fleurs.
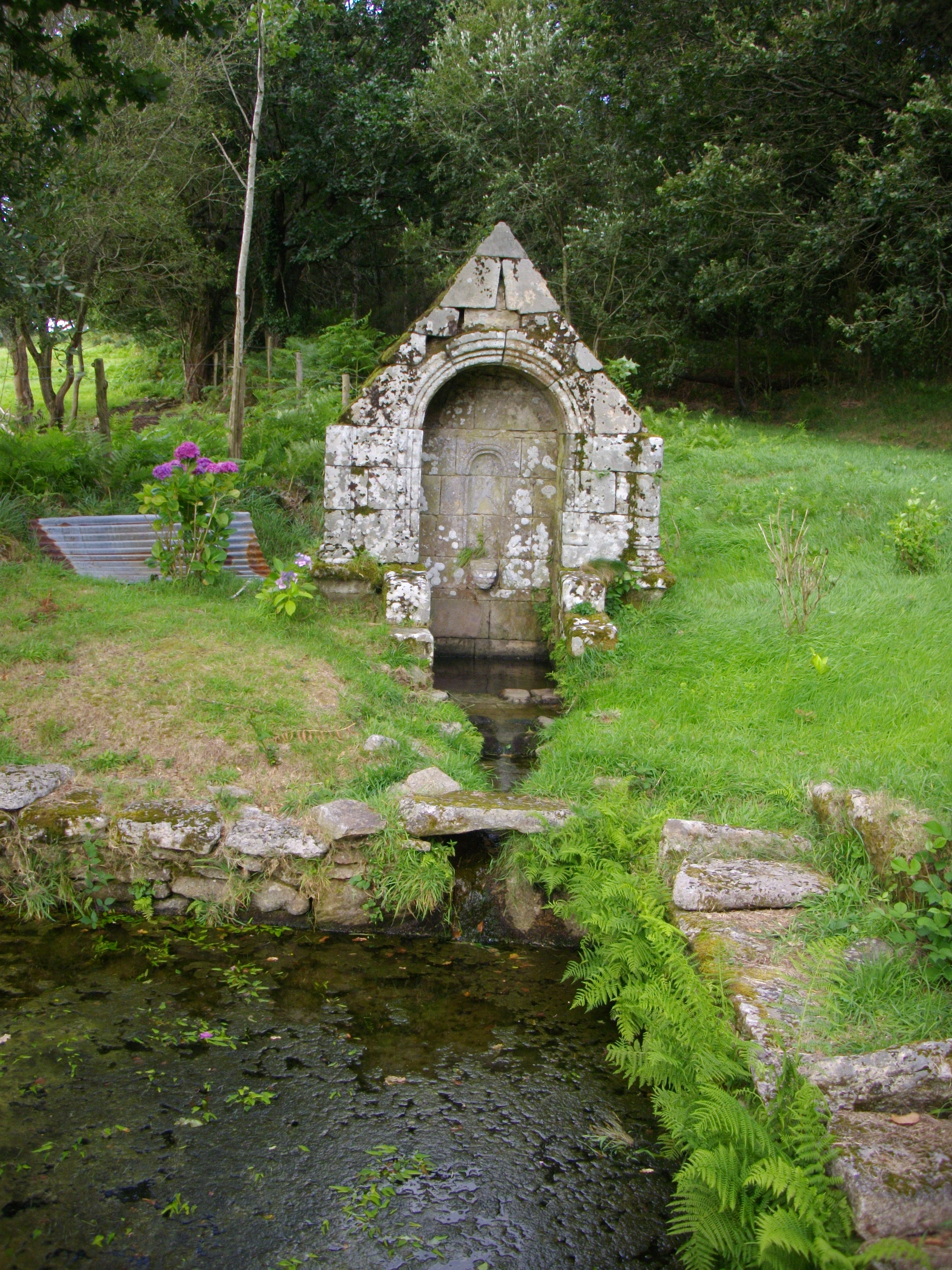
Fontaine de Loperhet.
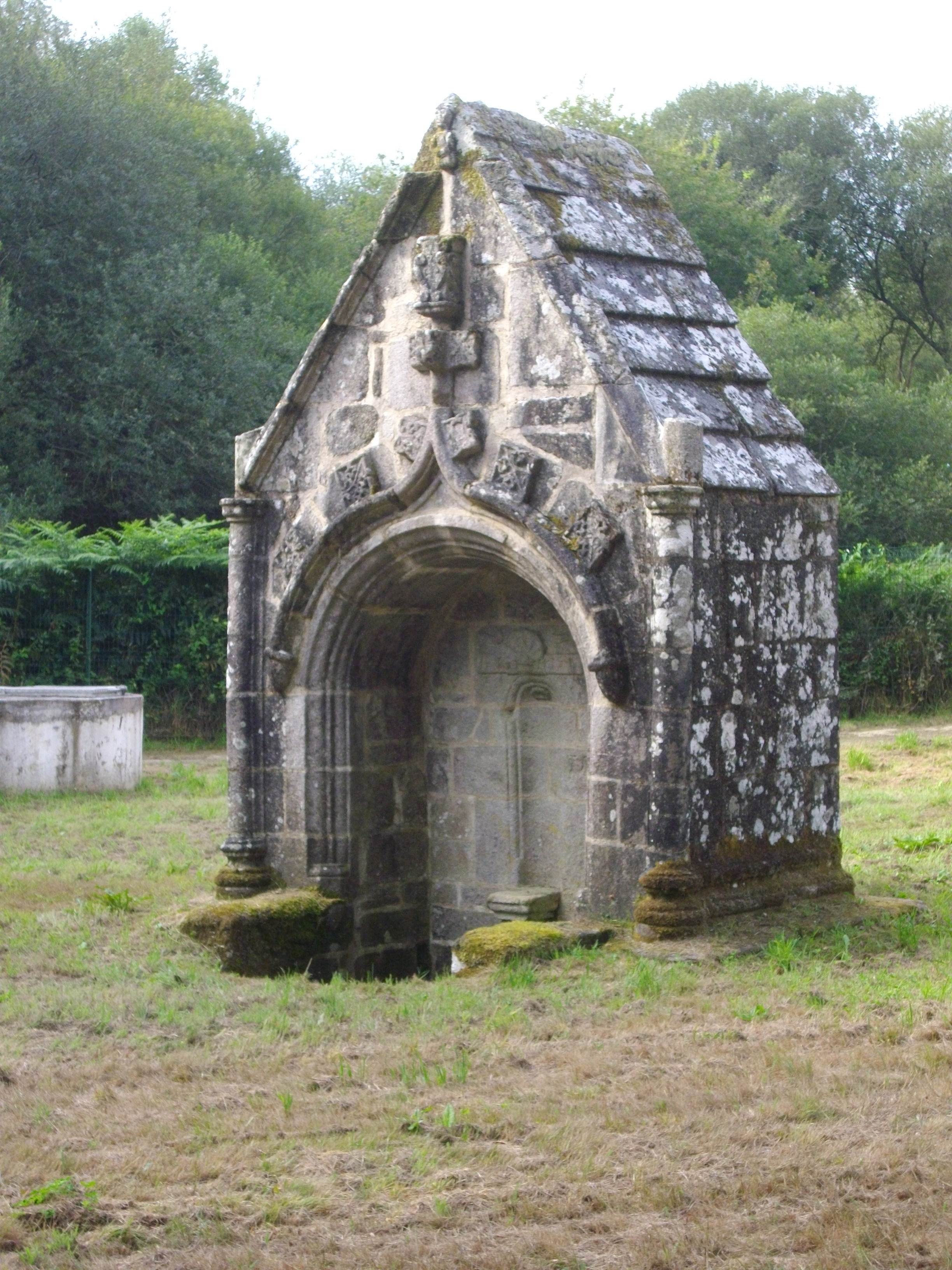
Fontaine de Burgo.
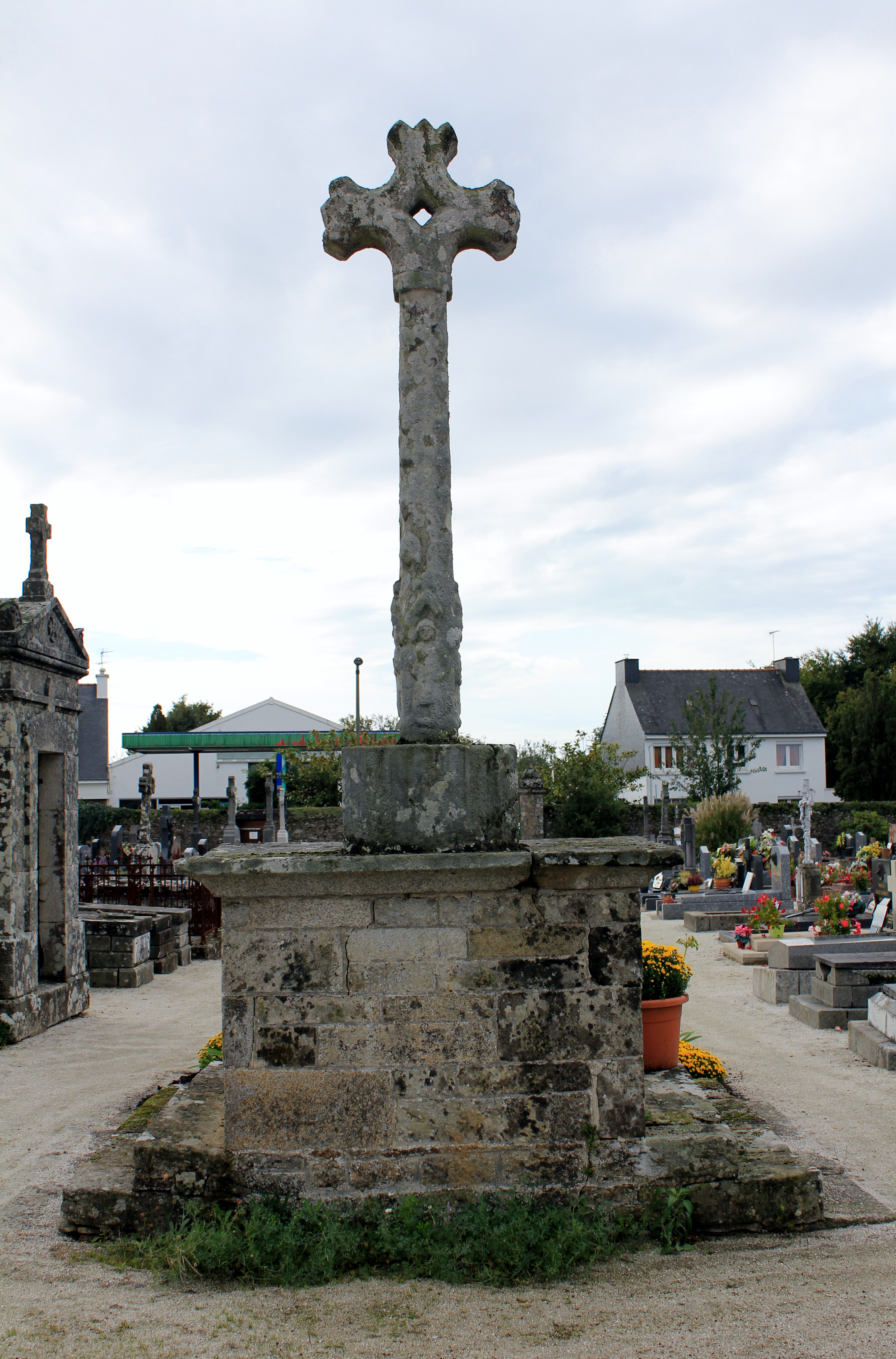
Croix de cimetière.
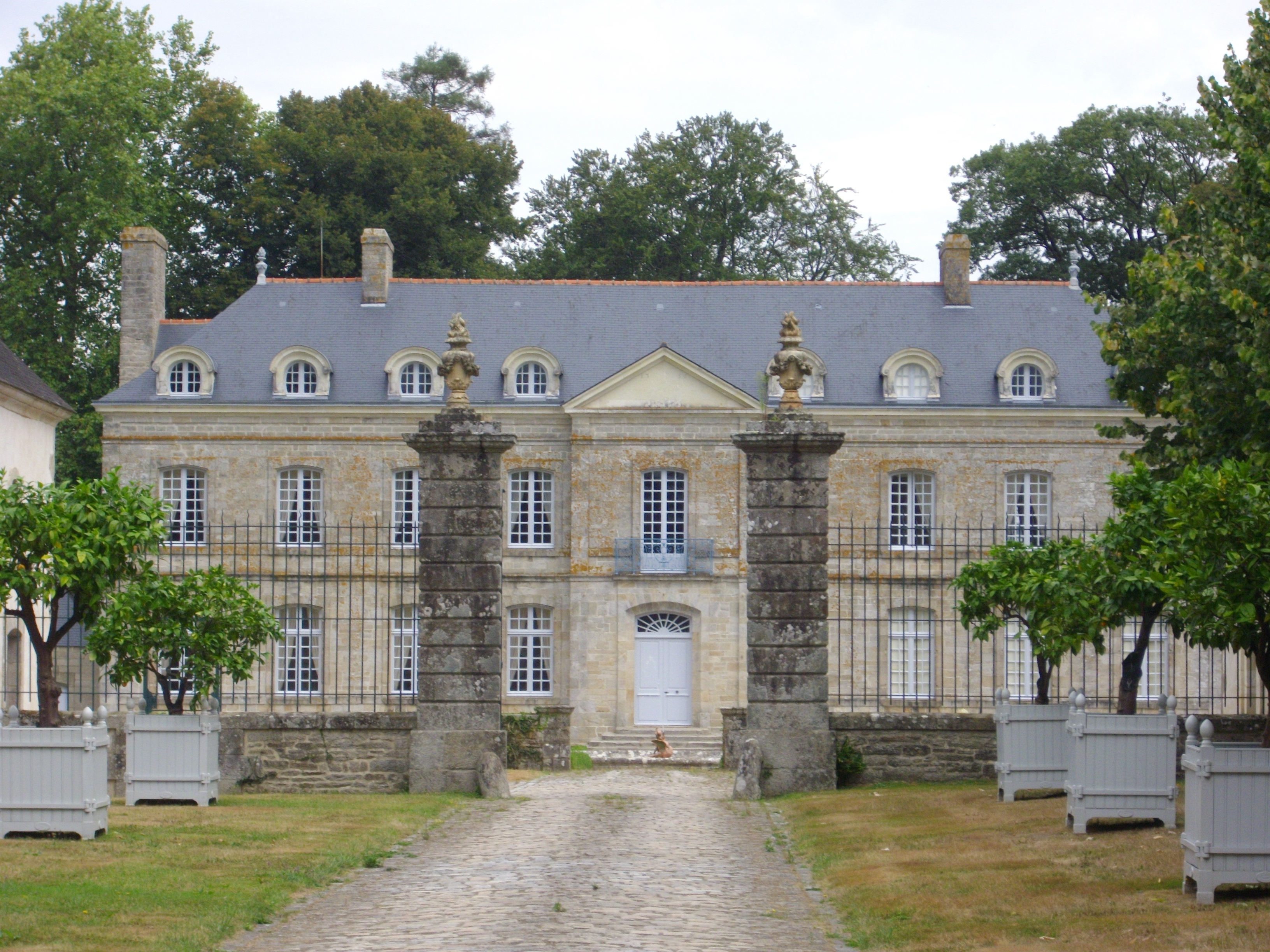
Château de Penhouët.
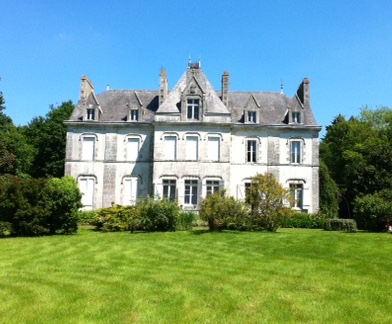
Château du Reste.
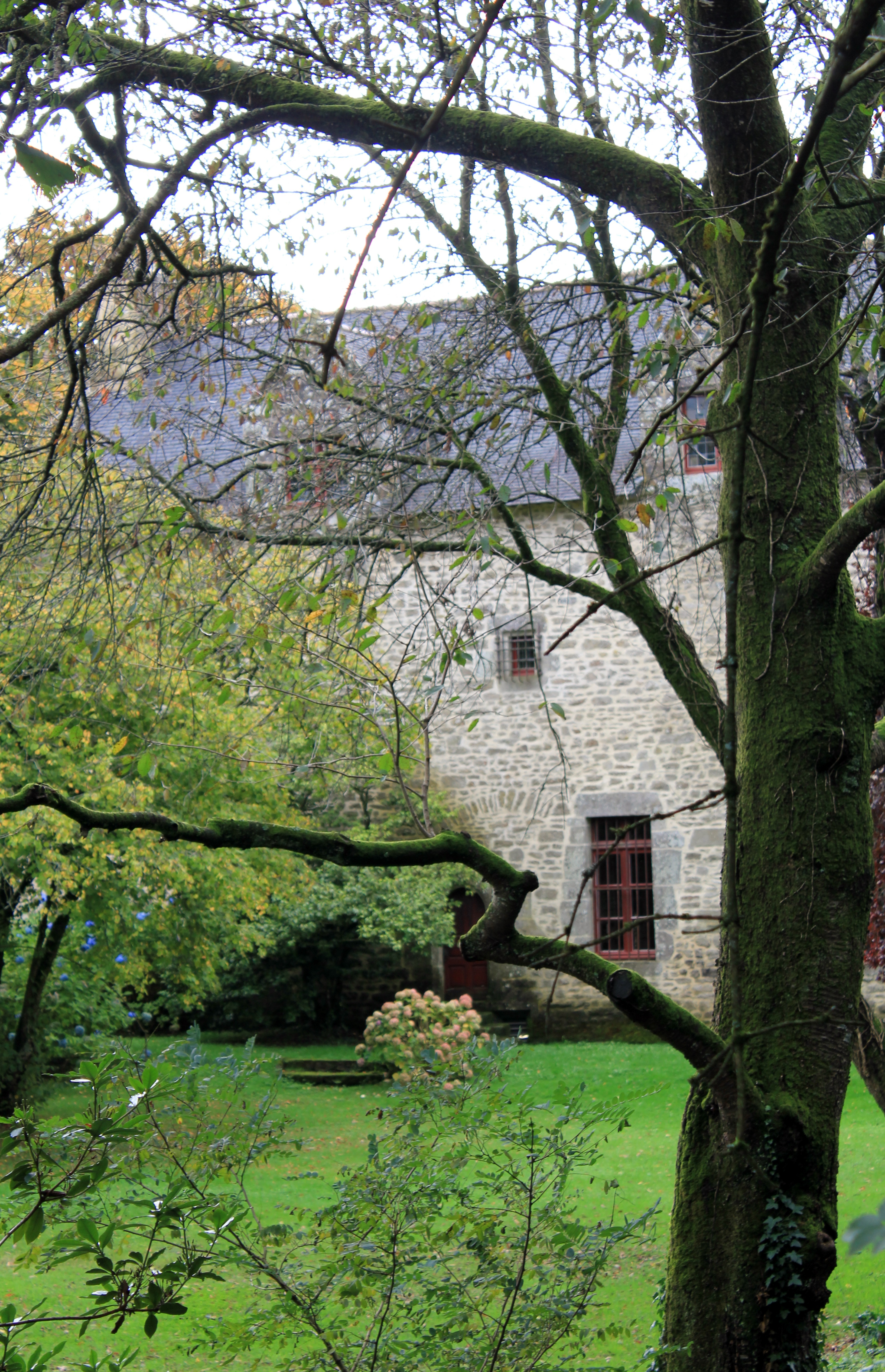
Manoir de Kerléguen.

### Héraldique
|  | Les armoiries de Grand-Champ se blasonnent ainsi : D’azur au chevron d’or, au chef d’hermine. L'azur représente le ciel des landes de Lanvaux et ses plans d'eau ; l'or ses genêts et ajoncs. Le chef d'hermine caractérise la Bretagne. |

## Enseignement
Les établissements scolaires de Grand-Champ sont :
- École maternelle La souris verte
- École maternelle et élémentaire Sainte-Marie
- École élémentaire Yves-Coppens
- Collège Saint-Joseph

## Personnalités liées à la commune

### Naissances à Grand-Champ
- François-Marie Kersuzan, né le 25 mars 1848 et mort le 24 juillet 1935, archevêque de Cap-Haïtien de 1886 à 1929.
- Joseph Mahuas, né le 2 janvier 1922 et mort le 23 décembre 2011 à Vannes. Ordonné prêtre à Grand-Champ[pas clair] le 2 juillet 1947 ; membre du chapitre cathédral de Vannes dont il devient le doyen en 1992 ; membre du Conseil épiscopal, responsable du temporel diocésain ; en 1997, postulateur de la cause[pas clair] d'Yves Nicolazic.

### Autres
- le couturier Karl Lagerfeld (1933-2019) a été propriétaire du château de Penhoët du milieu des années 1970 aux années 1990 ; il y a notamment reçu la reine mère d'Angleterre Elisabeth. La bibliothèque communale a été en partie financée par lui[53].